# NGC 5398
NGC 5398 ist eine Balkenspiralgalaxie vom Hubble-Typ SB(rs)dm  im Sternbild Zentaur am Südsternhimmel. Sie schätzungsweise 49 Millionen Lichtjahre von der Milchstraße entfernt und hat einen Durchmesser von etwa 55.000 Lj. In NGC 5398 befindet sich das riesige Sternentstehungsgebiet Tol 89, welches Gegenstand gegenwärtiger Untersuchungen ist. Dieses Gebiet hat eine Ausdehnung von 5000 mal 4000 Lichtjahren.
Die Galaxie NGC 5398 wurde am 3. Juni 1836 von dem britischen Astronomen John Herschel entdeckt.